# Samantha Murphy
Samantha Murphy, auch Sam Murphy (* 21. April 1997 als Samantha Leshnak), ist eine amerikanische Fußballspielerin, die als Torhüterin eingesetzt wird. Sie spielt für North Carolina Courage.

## Leben
Leshnak wuchs zunächst im Liberty Township, Butler County, Ohio auf. Im Juni 2019 heiratete sie Kyle Murphy.

## Karriere
Im April 2019 bekam sie einen Vertrag als Ersatztorhüterin bei North Carolina Courage.
Murphy wurde im Juni 2020 einer größeren Öffentlichkeit bekannt, als sie vor einem Spiel gegen Portland Thorns als einzige während die amerikanische Nationalhymne gespielt wurde, nicht niederkniete, um Solidarität mit Black Lives Matter zu bekunden. Sie trug jedoch ein T-Shirt mit dem Aufdruck Black Lives Matter und kniete nieder, als der Stadionsprecher die Opfer von Rassenungerechtigkeit ehrte.

## Belege
1. ↑  N. N.: Samantha Leshnak. In: University of North Carolina Athletics. 2018, abgerufen am 4. Juli 2020.
2. ↑  NC Courage Communications: Sam Leshnak Joins NC Courage as Goalkeeper Replacement. In: North Carolina Courage. 12. April 2019.
3. ↑  Ryan Gaydos:  NWSL goalkeeper gets some praise for standing during national anthem In: Fox News, 29. Juni 2020
4. ↑  Rick McCrabb:  Butler County native gains national attention for standing as teammates kneel for national anthem, 1. Juli 2020. Abgerufen am 2. Juli 2020